# Liste von Bergen und Erhebungen in Rumänien
Dies ist eine Auflistung der höchsten Berge Rumäniens.
| Name des Berges        | Höhe in m | Anmerkungen     |
| ---------------------- | --------- | --------------- |
| Moldoveanu             | 2.544     | Făgăraș-Gebirge |
| Negoiu                 | 2.535     | Făgăraș-Gebirge |
| Viștea Mare            | 2.527     | Făgăraș-Gebirge |
| Lespezi                | 2.522     | Făgăraș-Gebirge |
| Peleaga                | 2.509     | Retezat-Gebirge |
| Vânătoarea lui Buteanu | 2.507     | Făgăraș-Gebirge |
| Dara                   | 2.501     | Făgăraș-Gebirge |